# Samsung Galaxy Round
Samsung Galaxy Round是三星电子生产的 Android 平板智能手机。它于 2013 年 10 月 10 日在韓國SK电讯独家推出 。是 Galaxy Note 3 的曲面变体，以成为第一款采用柔性 AMOLED 显示屏的商业生产智能手机而著称。 

## 功能
Galaxy Round 的设计和硬件很大程度上基于 Galaxy Note 3，具有相同的整体设计（包括塑料皮革后盖。该设备仅提供“豪华棕色”颜色），但整个机身向内弯曲 从长度上看，相比之下，它更薄更轻，并且不包括手写笔。 与 Note 3 类似，Galaxy Round 包括一个 2.3 GHz 四核 Qualcomm Snapdragon 800 片上系统和 3 GB 内存、一个 5.7 英寸 1080p Super AMOLED 显示屏和一个 13 兆像素后置摄像头。 Galaxy Round 包含一个可拆卸的 2,800 mAh 电池。
Galaxy Round 随附 Android 4.3“Jelly Bean”和三星专有的 TouchWiz 用户界面和软件。 它包含旨在利用弯曲机身的其他功能，例如“Quick Glance”，当手机在其一侧向上推时显示时钟和通知，并在三星音乐播放器应用程序中的歌曲之间来回切换 在待机状态下分别弹跳手机的左侧或右侧。。

## 技术规格

### 基本参数
| 手机名称     | Galaxy Round   | 发布时间     | 2013年10月9日    |
| 机身颜色     | 雾白色         | 手机类型     | 智能手机         |
| 手机重量     | 144.3 g        | 手机尺寸     | 151.1×79.6×7.9mm |
| 外观设计     | 直板式         | 主屏尺寸     | 5.7英寸          |
| 屏幕材质     | Super AMOLED   | 晶体管数量   | 1600万           |
| 分辨率(像素) | 1920×1080      | CPU厂商      | 高通             |
| CPU型号      | Snapdragon 800 | 输入方式     | 手写输入         |
| 触摸屏类型   | 电容触摸屏     | 多点触控     | 支持             |
| 手机天线     | 内置           | 处理器主频   | 2.3GHz           |
| 处理器核心   | 四核处理器     | 显示芯片     | Adreno 330       |
| 操作系统     | Android        | 操作系统版本 | Android 4.3      |
| 电池容量     | 2800毫安时     | 电池类型     | 锂离子电池       |

### 网络制式
| 网络类型 | 4G/3G               | 4G/3G         | 4G/3G                                      |
| 4G制式   | LTE                 | 3G制式        | WCDMA                                      |
| 网络制式 | GSM/GPRS/EDGE/WCDMA | 支持频率(MHz) | GSM 850/900/1800/1900，WCDMA 850/1900/2100 |

### 手机存储
| 内存大小 | 3GB RAM+32GB ROM           | 存储卡   | 支持存储卡       |
| 存储扩展 | 支持MicroSD(T-Flash)卡扩展 | 扩展容量 | 最大支持64GB扩展 |

### 拍照功能
| 后置摄像头像素 | 1300万                              | 摄像头类型                          | 内置摄像头                             |
| 摄像头感光元件 | CMOS                                | 闪光灯                              | LED闪光灯                              |
| 自动对焦       | 支持自动对焦                        | 拍摄模式                            | 美颜拍摄，全景拍摄，动作拍摄，卡通拍摄 |
| 照片分辨率     | 最高支持4128×3096                   | 前置摄像头像素                      | 200万                                  |
| 视频分辨率     | 1080p（1920×1080，60帧/秒）视频录制 | 1080p（1920×1080，60帧/秒）视频录制 | 1080p（1920×1080，60帧/秒）视频录制    |

### 娱乐功能
| SNS支持  | 内置Social Hub（社交圈），悦读圈，游戏圈        | 电子书             | 支持TXT，PDF，Office等格式浏览                                     |
| 游戏功能 | 内置游戏，支持下载                              | 音乐播放           | 支持MP3/AAC/AAC+/eAAC+/OGG/AMR/WMA/WAV/MID/ AC3/IMY/FLAC/XMF等格式 |
| 视频播放 | 支持MP4/3GP/AVC/AVI/MPEG-4/DivX/Xvid/VC-1等格式 | 图形格式           | 支持JPEG/PNG/GIF/BMP等格式                                         |
| 铃声类型 | 支持MP3/MIDI等格式                              | 支持MP3/MIDI等格式 | 支持MP3/MIDI等格式                                                 |

## 評測和意見
CNET 称赞该设备继承了 Note 3 的“顶级”硬件及其创新的外形，并指出它具有“微妙的倾斜和对人体工程学细节的关注”，并且在观看视频时产生的眩光更少。 Galaxy Round 被认为是“[一种] 符合人体工程学的高端智能手机 [它] 提供了实用的、现实世界的好处”，并且“为任何带有触摸功能的电子设备打开了许多有趣和潜在有用的应用程序之门” 屏幕”。